# آرماتوربند

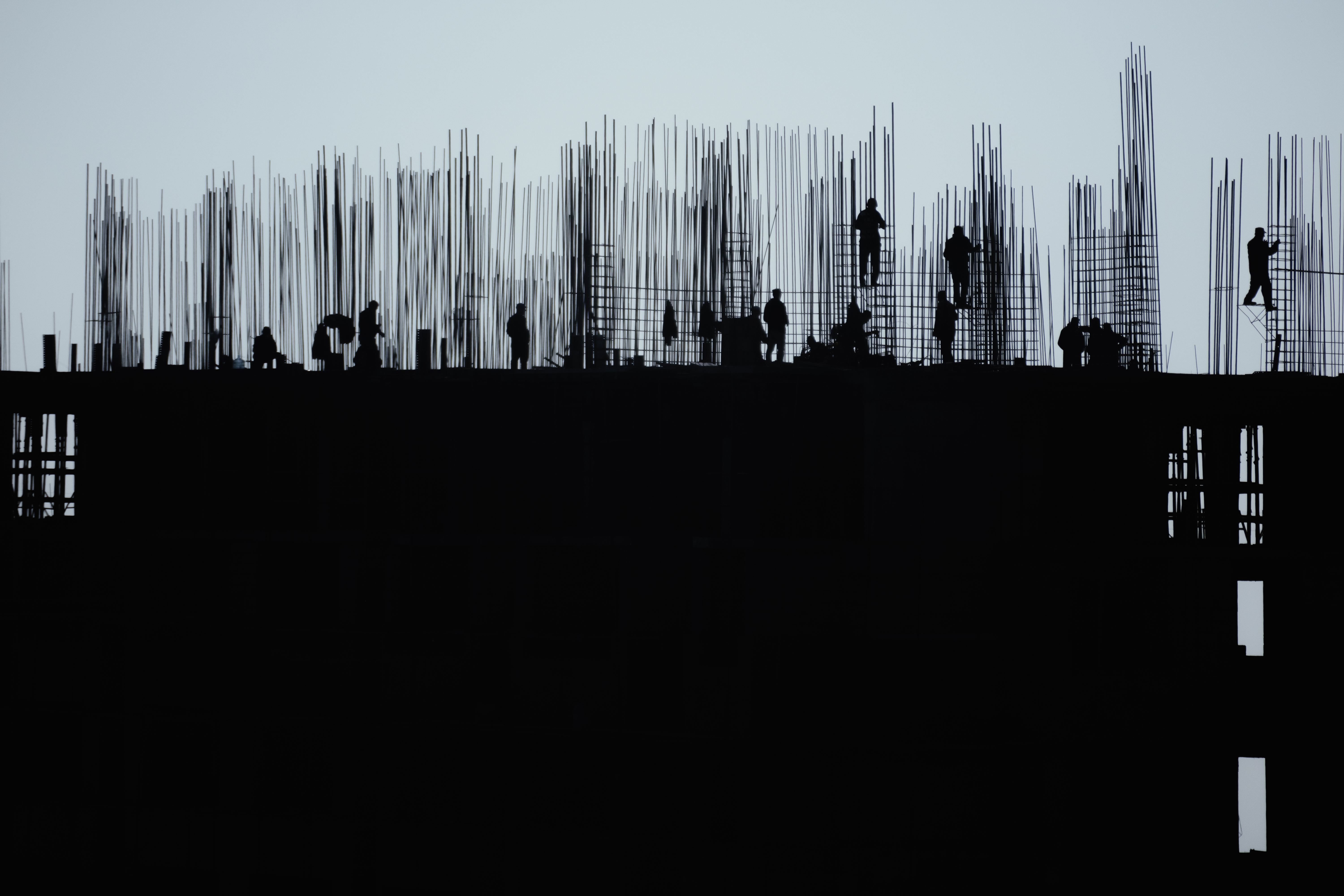
دسته ای کارگر در حال بستن آرماتور های یک ساختمان در ایروان پایتخت ارمنستان

یک آرماتوربند (آهنگر یا میلگردکار) یک صنعت‌گر است که آرماتورهای تقویت کننده فولادی را که به عنوان میلگرد نیز شناخته می‌شود، و مش فولادی که در بتن مسلح در پروژه‌های ساختمانی استفاده می‌شود، را در موقعیت خود نصب کرده و از آن‌ها محافظت می‌کند.
این کار شامل متابعت از نقشه‌های مهندسی و تطابق کار با آن‌ها می‌باشد که جزئیات نوع میلگرد، فاصله آن‌ها و چینش آن‌ها را مشخص می‌کند و کار را مشخص می‌کند. میلگردهای تقویت کننده با سیم به هم وصل شده‌اند که سیم‌ها با استفاده از گازانبر، یا بست الکتریکی میلگرد، قطع و گره خورده‌است. آرماتوربند همچنین وظیفه اتصال «فاصله دهنده‌ها» و «صندلی‌ها» را دارد که میزان پوشش بتنی را تعیین می‌کند.

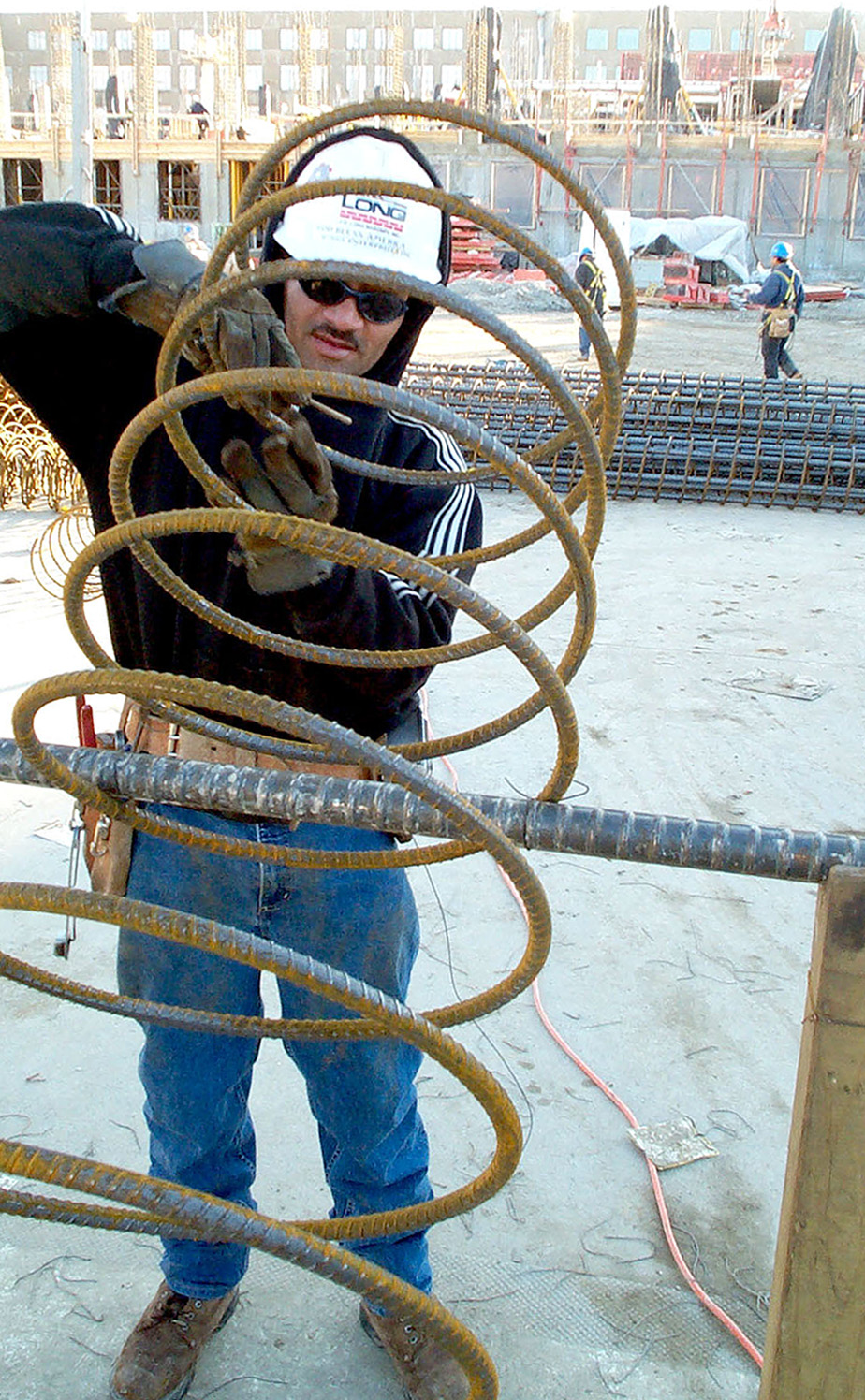
یک آرماتوربند با میلگرد تقویت کننده ستون.

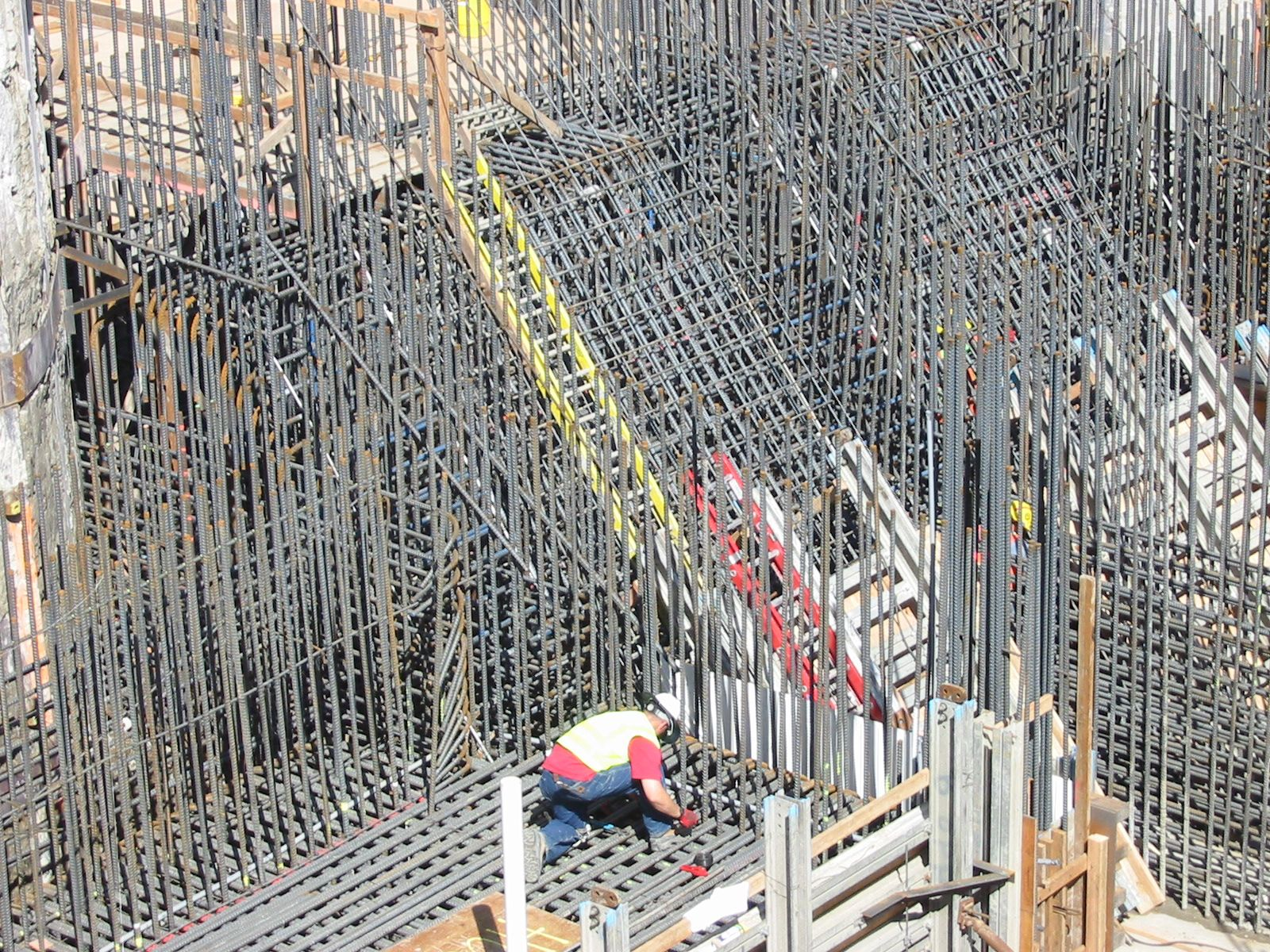
تعبیه آرماتور برای شالوده‌ها و دیوارهای مرکز پمپاژ فاضلاب در ساکرامنتو، کالیفرنیا